# Saint-Sauveur-sur-Tinée (tổng)
Tổng Saint-Sauveur-sur-Tinée là một tổng của Pháp. Tổng này nằm ở tỉnh Alpes-Maritimes trong vùng Provence-Alpes-Côte d’Azur.

## Các đơn vị cấp dưới
Tổng Saint-Sauveur-sur-Tinée est composé des communes de Valdeblore, Clans, Saint-Sauveur-sur-Tinée, Roure, Ilonse, Roubion, Rimplas và Marie

## Lịch sử
| Ngày bầu cử                                                                     | Tên                 | Đảng           | Tư cách                   |
| ------------------------------------------------------------------------------- | ------------------- | -------------- | ------------------------- |
| Raymond Santucci là ủy viên hội đồng đầu tiên của tổng Saint-Sauveur-sur-Tinée. |                     |                |                           |
| 1988                                                                            | M. Raymond Santucci | Sans Étiquette | Thị trưởng của Clans      |
| 1994                                                                            | M. Fernand Blanchi  | Divers Droite  | Thị trưởng của Valdeblore |
| 2001                                                                            | M. Fernand Blanchi  | UMP            | Thị trưởng của Valdeblore |
| 2008                                                                            | M. Fernand Blanchi  | UMP            | Thị trưởng của Valdeblore |

## Biến động dân số
| 1882                                         | 1926 | 1962 | 1968 | 1975 | 1982 | 1990 | 1999  |
|                                              |      |      |      |      |      |      | 2 106 |
| -------------------------------------------- | ---- | ---- | ---- | ---- | ---- | ---- | ----- |
| Số liệu từ năm 1990: Dân số không tính trùng |      |      |      |      |      |      |       |